# Brestovac (Bor)
Brestovac (cirill betűkkel Брестовац) egy falu Szerbiában, a Bori körzetben, Bor községben.

## Népesség
- 1948-ban 2 051 lakosa volt.
- 1953-ban 2 120 lakosa volt.
- 1961-ben 2 350 lakosa volt.
- 1971-ben 2 201 lakosa volt.
- 1981-ben 2 121 lakosa volt.
- 1991-ben 3 140 lakosa volt
- 2002-ben 2 950 lakosa volt,[2] akik közül 1 864 fő szerb (63,18%), 732 vlach (24,81%), 25 jugoszláv, 18 montenegrói, 14 cigány, 14 román, 11 macedón, 4 szlovák, 2 bolgár, 2 szlovén, 1 horvát, 1 magyar (0,03%), 1 muzulmán, 1 ruszin, 1 ukrán, 17 fő pedig ismeretlen nemzetiségű volt.[3]